# Hildebert z Lavardin
Hildebert z Lavardin (ur. 1056 w Montoir nad Loarą, zm. 18 grudnia 1133 w Tours) – pisarz francuski, arcybiskup Tours, biskup Le Mans. Przyczynił się do przebudowy katedry w Le Mans.